# Ectinohoplia kuatensis
Ectinohoplia kuatensis är en skalbaggsart som beskrevs av Tesar 1963. Ectinohoplia kuatensis ingår i släktet Ectinohoplia och familjen Melolonthidae. Inga underarter finns listade i Catalogue of Life.